# Orathai Srimanee
Orathai Srimanee, née le 12 juin 1988, est une joueuse thaïlandaise de football évoluant au poste de attaquante. Elle joue en club pour le BG-Bundit Asia et en équipe nationale.

## Carrière
Elle a été internationale de futsal et a participé aux Jeux d'Asie du Sud-Est de 2007.
Elle fait partie des 23 joueuses retenues pour disputer la coupe du monde 2019 en France.